# Кисилевская, Елена
Елена Кисилевская (1869—1956) — украинская общественная деятельница, журналистка и писательница. Она была сенатором (1928—1935) от партии Украинский национально-демократический союз (УНДО).

## Биография
Елена родилась 24 марта 1869 года в Монастыриске Бучачского уезда Галиции Австро-Венгерской империи в семье священника Украинской греко-католической церкви о. Лев Сименович. Детство провела в селе Фильварки (ныне Подгородное), которое ныне объединено с городом Монастыриска . После смерти отца-священника в 1884 году поступила в Видиловское училище в Станиславове (ныне Ивано-Франковск). Она стала активным участником женского движения в Галичине, присоединившись к Товариществу Русских Жинок (Объединению украинских женщин), основанному в 1884 году Натальей Кобринской .

### Сенатор

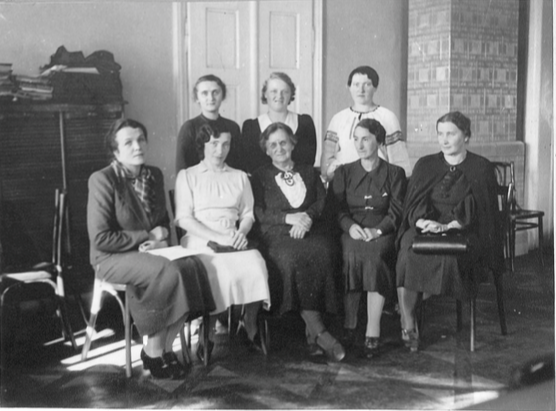
Преподаватели сельского хозяйства. Стоят сзади слева направо: Оксана Дучиминская, Харитя Кононенко, Мария [?]. Слева направо сидят впереди: Ирена Павликовская, Елена Штогрин (из Америки), Елена Киселевская, Ирена Домбчевская и Елена Степанив-Дашкевич.

Кисилевская была активным членом Украинского национально-демократического союза и избиралась на два срока в Сенат Польши (1928—1935). С 1935 года возглавляла женскую секцию общества «Сельский господарь» во Львове . «Сельский господар» был основан в 1899 году и был важнейшей сельскохозяйственной организацией Галичины. Среди других участников были Ирина Павликовская, Харита Кононенко и И. Домбчевская .
В результате Второй мировой войны Кисилевская жила в качестве вынужденного переселенца в Северной Европе, пока не иммигрировала в Канаду в 1948 году, чтобы присоединиться к своему сыну Владимиру Кею-Кисилевскому, историку, журналисту и издателю. В том же году Елена была избрана первым президентом Всемирной федерации украинских женских организаций и занимала эту должность до своей смерти. Организация создала первые связи женских организаций в украинской диаспоре. В список 1948 года входили UNWLA, Украинский золотой крест, Организация украинских женщин Ольги Басараб в Канаде; Лига украинских католичек в Канаде; Ассоциация украинских женщин в Германии; Организация украинских женщин Великобритании; Союз украинских женщин Бельгии; «Союз Украинок» во Франции; Женская организация Бразилии; «Союз Украинок» Аргентины; Союз украинок Венесуэлы и Союз Украинок.

### Смерть
Кисилевская умерла 29 марта 1956 года в Оттаве, Онтарио, Канада.

## Архивы
- Личные архивы Кисилевской (произведения искусства, статьи, зарисовки и мемуары) хранятся в Библиотеке и архивах Канады в Оттаве под названием «Коллекция Елены Кисилевской» (1985), опубликованной Канадским институтом украинских исследований.[1][3]
- Её работы также можно найти в Украинском исследовательском институте Гарварда в архиве HOLLIS 009497096. Найденная там переписка «проливает свет на издательскую деятельность Елены Кисилевской, президента Всемирной федерации украинских женских организаций (1948—1956)».[6]